# Christea Vasilescu
Christea Vasilescu (n. 1883; d.?; a fost un general român.
1922 - Colonelul Christea Vasilescu a fost comandantul Școlii Militare de Infanterie nr. 2 „Principele Carol" din Sibiu.
Inițiatorul ridicării a fost comandantul școlii, colonelul Christea Vasilescu. "Monumentul ofițerilor de infanterie jertfiți pentru întregirea neamului" este reprezentat printr-un grup statuar compus din două siluete umane, care simbolizează România în chip de zeiță ce decorează un ofițer rănit mortal pe câmpul de onoare și al cărui suflet îl va duce în Cer.
Cu prilejul dezvelirii monumentului la 1 iulie 1926 au participat la festivități, în calitate de oaspeți de onoare, Regele Ferdinand I (1914-1927), Principele Nicolae, Ministrul de Război, generalul Ludovic Mircescu, Inspectorul general al armatei și al învățământului militar, generalul Nicolae Petala, generalul veteran, viitor mareșal al României, Constantin Prezan, comandantul Corpului 7 Armată, generalul Henri Cihoski, iar din partea școlii militare, colonelul Christea Vasilescu.
1937 - General Maior - Comandantul Corpului VII Armată staționat la Timișoara.
În perioada 1 noiembrie 1937 - 23 martie 1939, generalul de brigadă Christea Vasilescu a condus Corpul VI Armată cantonată la Cluj.
Decorații:
1922 - Locotenet-Colonelul Christea Vasilescu este decorat cu medalia americană "Pentru merite deosebite", în legătură cu Misiunea Militară Americană din Ungaria, de Secretarul Departamentului american de război. (Conform Anuarului Decorațiilor americane 1862-1926; vol.II, publicat de Departamentul American de Război)